# Премія «Сатурн» за найкращий костюм
Премія «Сатурн» за найкращий костюм — категорія премії Сатурн, яку вручає Академія наукової фантастики, фентезі та фільмів жахів. Категорія заснована у 1977 році. 

## Лауреати і номінанти
• Лауреати виділені окремим кольором.

### 1977-1980
| Рік          | Художник-костюмер                   | Фільм                     |
| ------------ | ----------------------------------- | ------------------------- |
| 4-а (1977)   |                                     |                           |
| • Білл Томас | Втеча Логана                        |                           |
| 5-а (1978)   | • Джон Молло                        | Зоряні війни: Нова надія  |
| 5-а (1978)   | • Джулі Харріс                      | Тапочка і троянда         |
| 5-а (1978)   | • Синтія Тінгі                      | Сіндбад і око тигра       |
| 5-а (1978)   | • Чак Кіне та Емілі Сандбі          | Дракон Піта               |
| 5-а (1978)   | • Річард Ла Мотт                    | Острів доктора Моро       |
| 6-а (1979)   | • Теоні В. Олдредж                  | Очі Лаури Марс            |
| 6-а (1979)   | • Івонна Блейк та Річард Бруно      | Супермен                  |
| 6-а (1979)   | • Патриція Норріс                   | Козеріг один              |
| 6-а (1979)   | • Тоні Уолтон                       | Чарівник                  |
| 6-а (1979)   | • Теадора Ван Ранкл та Річард Бруно | Небо може зачекати        |
| 7-а (1980)   | • Жан-П'єр Дорлеак                  | Бак Роджерс у 25 столітті |
| 7-а (1980)   | • Гізела Сторч                      | Носферату — привид ночі   |
| 7-а (1980)   | • Жан-П'єр Дорлеак                  | Сага про зоряний світ     |
| 7-а (1980)   | • Сел Ентоні та Івонн Кюбіс         | Подорож у машині часу     |
| 7-а (1980)   | • Роберт Флетчер                    | Зоряний шлях: Фільм       |

### 1981-1990
| Рік         | Художник-костюмер                           | Фільм                                          |
| ----------- | ------------------------------------------- | ---------------------------------------------- |
| 8-а (1981)  | • Жан-П'єр Дорлеак                          | Десь у Часі                                    |
| 8-а (1981)  | • Джон Молло                                | Зоряні війни: Імперія завдає удару у відповідь |
| 8-а (1981)  | • Даніло Донаті                             | Флеш Гордон                                    |
| 8-а (1981)  | • Вуд Дурінда                               | Битва за межі зірок                            |
| 8-а (1981)  | • Доріс Лінн                                | Затемнення                                     |
| 9-а (1982)  | • Боб Рінгвуд                               | Екскалібур                                     |
| 9-а (1982)  | • Емма Портеус                              | Битва титанів                                  |
| 9-а (1982)  | • Ентоні Мендлсон                           | Вбивця Драконів                                |
| 9-а (1982)  | • Стівен Луміс                              | Втеча з Нью-Йорка                              |
| 9-а (1982)  | • Стівен Луміс                              | Індіана Джонс: У пошуках втраченого ковчега    |
| 10-а (1983) | • Елоїс Дженссен та Розанна Нортон          | Трон                                           |
| 10-а (1983) | • Роберт Флетчер                            | Зоряний шлях 2: Гнів Хана                      |
| 10-а (1983) | • Норма Морісо                              | Шалений Макс 2                                 |
| 10-а (1983) | • Джон Блумфілд                             | Конан-варвар                                   |
| 10-а (1983) | • Христина Бояр                             | Меч і чаклун                                   |
| 11-а (1984) | • Еггі Герард Роджерс та Ніло Родіс-Джамеро | Зоряні війни: Повернення джедая                |
| 11-а (1984) | • Том Ренд                                  | Пірати Пензансу                                |
| 11-а (1984) | • Ентоні Мендлсон                           | Крулл                                          |
| 11-а (1984) | • Рут Майерс                                | Щось зле ось так                               |
| 11-а (1984) | • Мілена Канонеро                           | Голод                                          |
| 12-а (1985) | • Боб Рінгвуд                               | Дюна                                           |
| 12-а (1985) | • Патриція Норріс                           | Космічна одіссея 2010 року                     |
| 12-а (1985) | • Ентоні Пауелл                             | Індіана Джонс і Храм Долі                      |
| 12-а (1985) | • Роберт Флетчер                            | Зоряний шлях 3: У пошуках Спока                |
| 12-а (1985) | • Джон Молло                                | Грейсток: Легенда про Тарзана, Володаря мавп   |
| 13-а (1986) | • Нана Чеккі                                | Леді-яструб                                    |
| 13-а (1986) | • Раймонд Хьюз                              | Повернення до країни Оз                        |
| 13-а (1986) | • Дебора Лінн Скотт                         | Назад у майбутнє                               |
| 13-а (1986) | • Норма Морісо                              | Шалений Макс 3                                 |
| 13-а (1986) | • Ширлі Енн Рассел                          | Наречена                                       |
| 14-а (1987) | • Роберт Флетчер                            | Зоряний шлях 4: Подорож додому                 |
| 14-а (1987) | • Браєн Фрауд та Елліс Флайт                | Лабіринт                                       |
| 14-а (1987) | • Теадора Ван Ранкл                         | Пеггі Сью вийшла заміж                         |
| 14-а (1987) | • Маріт Аллен                               | Маленька крамничка жахів                       |
| 14-а (1987) | • Емма Портеус                              | Чужі                                           |
| 15-а (1988) | • Філіс Далтон                              | Принцеса-наречена                              |
| 15-а (1988) | • Джулі Вайс                                | Володарі Всесвіту                              |
| 15-а (1988) | • Майкл В. Хоффман та Еггі Лайон            | Загін монстрів                                 |
| 15-а (1988) | • Сьюзан Бекер                              | Пропащі хлопці                                 |
| 15-а (1988) | • Еріка Еделл Філліпс                       | Робот-поліцейський                             |
| 15-а (1988) | • Роберт Блекман                            | Людина, що біжить                              |
| 16-а (1990) | • Барбара Лейн                              | Віллоу                                         |
| 16-а (1990) | • Леонард Поллак                            | Музей воскових фігур                           |
| 16-а (1990) | • Степан М. Чудей                           | Сутінки                                        |
| 16-а (1990) | • Дарсі Ф. Олсон                            | Клоуни-вбивці з космосу                        |
| 16-а (1990) | • Деніз Кроненберг                          | Зв'язані до смерті                             |
| 16-а (1990) | • Майкл Джеффрі                             | Лігво білого хробака                           |

### 1991-2000
| Рік          | Художник-костюмер                                                       | Фільм                                      |
| ------------ | ----------------------------------------------------------------------- | ------------------------------------------ |
| 17-а (1991)  | • Еріка Еделл Філліпс                                                   | Згадати все                                |
| 17-а (1991)  | • Алонзо Вілсон, Леся Лібер, Ксенія Бейт, Фіона Казалі та Меріан Кітінг | Черепашки-ніндзя                           |
| 17-а (1991)  | • Джоанна Джонстон                                                      | Назад у майбутнє 2                         |
| 17-а (1991)  | • Джоанна Джонстон                                                      | Назад у майбутнє 3                         |
| 17-а (1991)  | • Боб Рінгвуд                                                           | Бетмен                                     |
| 17-а (1991)  | • Джилл М. Оханнесон                                                    | Чудова пригода Білла і Теда                |
| 17-а (1991)  | • Габріелла Пескуччі                                                    | Пригоди барона Мюнгхаузена                 |
| 17-а (1991)  | • Мілена Канонеро                                                       | Дік Трейсі                                 |
| 17-а (1991)  | • Ентоні Пауелл та Джоанна Джонстон                                     | Індіана Джонс і останній хрестовий похід   |
| 18-а (1992)  | • Мерилін Венс                                                          | Ракетник                                   |
| 18-а (1992)  | • Коллін Етвуд                                                          | Едвард Руки-ножиці                         |
| 18-а (1992)  | • Коллін Етвуд                                                          | Мовчання ягнят                             |
| 18-а (1992)  | • Франка Цукеллі                                                        | Франкенштейн звільнений                    |
| 18-а (1992)  | • Джон Блумфілд                                                         | Робін Гуд: Принц злодіїв                   |
| 18-а (1992)  | • Беатрікс Аруна Пастор                                                 | Король-рибалка                             |
| 19-а (1993)  | • Ейко Ісіока                                                           | Дракула                                    |
| 19-а (1993)  | • Робін Райчек                                                          | Мама і тато рятують світ                   |
| 19-а (1993)  | • Альберт Вольський                                                     | Іграшки                                    |
| 19-а (1993)  | • Доді Шепард                                                           | Зоряний шлях 6: Невідкрита країна          |
| 19-а (1993)  | • Ліза Дженсен                                                          | Корпорація «Безсмертя»                     |
| 19-а (1993)  | • Боб Рінгвуд, Мері Е. Фогт та Він Бернем                               | Бетмен повертається                        |
| 19-а (1993)  | • Боб Рінгвуд та Девід Перрі                                            | Чужий 3                                    |
| 20-а (1994)  | • Мері Е. Фогт                                                          | Фокус-покус                                |
| 20-а (1994)  | • Джозеф А. Порро                                                       | Супербрати Маріо                           |
| 20-а (1994)  | • Теоні В. Олдредж                                                      | Моральні цінності сімейки Адамсів          |
| 20-а (1994)  | • Сью Мур та Ерік Х. Сендберг                                           | Парк Юрського періоду                      |
| 20-а (1994)  | • Боб Рінгвуд                                                           | Руйнівник                                  |
| 20-а (1994)  | • Глорія Грешем                                                         | Останній кіногерой                         |
| 20-а (1994)  | • Дженніфер Батлер                                                      | День бабака                                |
| 21-а (1995)  | • Сенді Пауелл                                                          | Інтерв'ю з вампіром: Хроніка життя вампіра |
| 21-а (1995)  | • Джозеф А. Порро                                                       | Зоряна брама                               |
| 21-а (1995)  | • Ха Нгуєн                                                              | Маска                                      |
| 21-а (1995)  | • Боб Рінгвуд                                                           | Тінь                                       |
| 21-а (1995)  | • Аріанна Філліпс                                                       | Ворон                                      |
| 21-а (1995)  | • Розанна Нортон                                                        | Флінстоуни                                 |
| 22-а (1996)  | • Джулі Вайс                                                            | 12 мавп                                    |
| 22-а (1996)  | • Боб Рінгвуд та Інгрід Феррін                                          | Бетмен назавжди                            |
| 22-а (1996)  | • Джон Блумфілд                                                         | Водний світ                                |
| 22-а (1996)  | • Чарльз Нод                                                            | Хоробре серце                              |
| 22-а (1996)  | • Жан-Поль Готьє                                                        | Місто загублених дітей                     |
| 22-а (1996)  | • Джанні Версаче та Емма Портеус                                        | Суддя Дредд                                |
| 23-тя (1997) | • Дебора Евертон                                                        | Зоряний шлях: Перший контакт               |
| 23-тя (1997) | • Анна Б. Шеппард та Томас Кастерлайн                                   | Серце дракона                              |
| 23-тя (1997) | • Коллін Етвуд                                                          | Марс атакує!                               |
| 23-тя (1997) | • Робін Мішель Буш                                                      | Втеча з Лос-Анджелеса                      |
| 23-тя (1997) | • Джозеф А. Порро                                                       | День незалежності                          |
| 23-тя (1997) | • Кім Барретт                                                           | Ромео+Джульєта                             |
| 24-а (1998)  | • Елен Мірожнік                                                         | Зоряний десант                             |
| 24-а (1998)  | • Інгрід Феррін та Роберт Туртуріс                                      | Бетмен і Робін                             |
| 24-а (1998)  | • Боб Рінгвуд                                                           | Чужий: Воскресіння                         |
| 24-а (1998)  | • Жан-Поль Готьє                                                        | П'ятий елемент                             |
| 24-а (1998)  | • Діна Аппель                                                           | Остін Паверс: Міжнародна людина-загадка    |
| 24-а (1998)  | • Коллін Етвуд                                                          | Гаттака                                    |
| 25-а (1999)  | • Дженні Біван                                                          | Історія вічного кохання, або Попелюшка     |
| 25-а (1999)  | • Ліз Кеог                                                              | Темне місто                                |
| 25-а (1999)  | • Юдіанна Маковська                                                     | Плезантвіль                                |
| 25-а (1999)  | • Він Бернем, Роберт Белл та Гіллі Хебден                               | Загублені у космосі                        |
| 25-а (1999)  | • Грасіела Мазон                                                        | Маска Зорро                                |
| 25-а (1999)  | • Майкл Каплан та Магалі Гвідаші                                        | Армагеддон                                 |
| 26-а (2000)  | • Тріша Біггар                                                          | Зоряні війни: Прихована загроза            |
| 26-а (2000)  | • Коллін Етвуд                                                          | Сонна лощина                               |
| 26-а (2000)  | • Мерилін Венс                                                          | Загадкові чоловіки                         |
| 26-а (2000)  | • Альберт Вольський                                                     | У пошуках галактики                        |
| 26-а (2000)  | • Джон Блумфілд                                                         | Мумія                                      |
| 26-а (2000)  | • Кім Барретт                                                           | Матриця                                    |

### 2001-2010
| Рік          | Художник-костюмер                     | Фільм                                               |
| ------------ | ------------------------------------- | --------------------------------------------------- |
| 27-а (2001)  | • Луїза Мінгенбах                     | Люди Ікс                                            |
| 27-а (2001)  | • Рита Райк та Девід Пейдж            | Як Ґрінч украв Різдво                               |
| 27-а (2001)  | • Дженті Йейтс                        | Гладіатор                                           |
| 27-а (2001)  | • Тіммі Іп                            | Тигр підкрадається, дракон ховається                |
| 27-а (2001)  | • Каролін де Вівез                    | Тінь вампіра                                        |
| 27-а (2001)  | • Ейко Ісіока та Ейпріл Нейпір        | Клітка                                              |
| 28-а (2002)  | • Джудіанна Маковська                 | Гаррі Поттер і філософський камінь                  |
| 28-а (2002)  | • Нгіла Діксон та Річард Тейлор       | Володар перснів: Братерство персня                  |
| 28-а (2002)  | • Кетрін Мартін та Енгус Стретай      | Мулен Руж!                                          |
| 28-а (2002)  | • Кім Барретт                         | Із пекла                                            |
| 28-а (2002)  | • Домінік Борг                        | Братство вовка                                      |
| 28-а (2002)  | • Коллін Етвуд                        | Планета мавп                                        |
| 29-а (2003)  | • Нгіла Діксон та Річард Тейлор       | Володар перснів: Дві вежі                           |
| 29-а (2003)  | • Тріша Біггар                        | Зоряні війни: Атака клонів                          |
| 29-а (2003)  | • Дебора Лінн Скотт                   | Особлива думка                                      |
| 29-а (2003)  | • Боб Рінгвуд                         | Зоряний шлях: Відплата                              |
| 29-а (2003)  | • Лінді Хеммінг                       | Гаррі Поттер і таємна кімната                       |
| 29-а (2003)  | • Діна Аппель                         | Остін Паверс: Золотий орган                         |
| 30-а (2004)  | • Пенні Роуз                          | Пірати Карибського моря: Прокляття «Чорної перлини» |
| 30-а (2004)  | • Джанет Паттерсон                    | Пітер Пен                                           |
| 30-а (2004)  | • Жаклін Вест                         | Ліга видатних джентльменів                          |
| 30-а (2004)  | • Луїза Мінгенбах                     | Люди Ікс 2                                          |
| 30-а (2004)  | • Кім Барретт                         | Матриця: Революція                                  |
| 30-а (2004)  | • Нгіла Діксон та Річард Тейлор       | Володар перснів: Повернення короля                  |
| 31-а (2005)  | • Кевін Конран                        | Небесний капітан і світ майбутнього                 |
| 31-а (2005)  | • Джені Теміме                        | Гаррі Поттер і в'язень Азкабану                     |
| 31-а (2005)  | • Emi Wada                            | Будинок літаючих кинджалів                          |
| 31-а (2005)  | • Венді Партрідж                      | Хеллбой                                             |
| 31-а (2005)  | • Габріелла Пескуччі та Карло Поджолі | Ван Хелсінг                                         |
| 31-а (2005)  | • Олександра Бірн                     | Привид опери                                        |
| 32-а (2006)  | • Ісіда Муссенден                     | Хроніки Нарнії: Лев, чаклунка та шафа               |
| 32-а (2006)  | • Террі Райан                         | Кінг-Конг                                           |
| 32-а (2006)  | • Джені Теміме                        | Гаррі Поттер і келих вогню                          |
| 32-а (2006)  | • Тріша Біггар                        | Зоряні війни: Помста ситхів                         |
| 32-а (2006)  | • Габріелла Пескуччі                  | Чарлі і шоколадна фабрика                           |
| 32-а (2006)  | • Лінді Хеммінг                       | Бетмен: Початок                                     |
| 33-тя (2007) | • Йі Чун-ман                          | Прокляття золотої квітки                            |
| 33-тя (2007) | • Пенні Роуз                          | Пірати Карибського моря: Скриня мерця               |
| 33-тя (2007) | • Семмі Шелдон                        | V означає Вендетта                                  |
| 33-тя (2007) | • Джоан Бергін                        | Престиж                                             |
| 33-тя (2007) | • Нік Ед                              | Ескадрилья «Лафаєт»                                 |
| 33-тя (2007) | • Джудіанна Маковська                 | Люди Ікс: Остання битва                             |
| 34-а (2008)  | • Коллін Етвуд                        | Свіні Тодд                                          |
| 34-а (2008)  | • Джені Теміме                        | Гаррі Поттер та Орден Фенікса                       |
| 34-а (2008)  | • Майкл Вілкінсон                     | 300 спартанців                                      |
| 34-а (2008)  | • Семмі Шелдон                        | Зоряний пил                                         |
| 34-а (2008)  | • Пенні Роуз                          | Пірати Карибського моря: На краю світу              |
| 34-а (2008)  | • Рут Майерс                          | Золотий компас                                      |
| 35-а (2009)  | • Мері Зофрес                         | Індіана Джонс і королівство кришталевого черепа     |
| 35-а (2009)  | • Джоанна Джонстон                    | Операція «Валькірія»                                |
| 35-а (2009)  | • Ісіда Муссенден                     | Хроніки Нарнії: Принц Каспіан                       |
| 35-а (2009)  | • Лінді Хеммінг                       | Темний лицар                                        |
| 35-а (2009)  | • Дебора Хоппер                       | Підміна                                             |
| 35-а (2009)  | • Катерина Мартін                     | Австралія                                           |
| 36-а (2010)  | • Майкл Вілкінсон                     | Хранителі                                           |
| 36-а (2010)  | • Джені Теміме                        | Гаррі Поттер і Напівкровний Принц                   |
| 36-а (2010)  | • Коллін Етвуд                        | Дев'ять                                             |
| 36-а (2010)  | • Анна Б. Шеппард                     | Безславні виродки                                   |
| 36-а (2010)  | • Тіммі Іп                            | Битва біля Червоної скелі                           |
| 36-а (2010)  | • Дженні Біван                        | Шерлок Холмс                                        |

### 2011-2021
| Рік          | Художник-костюмер                      | Фільм                                         |
| ------------ | -------------------------------------- | --------------------------------------------- |
| 37-а (2011)  | • Коллін Етвуд                         | Аліса в Країні Чудес                          |
| 37-а (2011)  | • Мілена Канонеро                      | Людина-вовк                                   |
| 37-а (2011)  | • Майкл Вілкінсон                      | Трон: Спадок                                  |
| 37-а (2011)  | • Ісіда Муссенден                      | Хроніки Нарнії: Підкорювач Світанку           |
| 37-а (2011)  | • Джені Теміме                         | Гаррі Поттер і Смертельні реліквії: Частина 1 |
| 37-а (2011)  | • Дженті Йейтс                         | Робін Гуд                                     |
| 38-а (2012)  | • Олександра Бірн                      | Тор                                           |
| 38-а (2012)  | • Джені Теміме                         | Гаррі Поттер і Смертельні реліквії: Частина 2 |
| 38-а (2012)  | • Дженні Біван                         | Шерлок Холмс: Гра тіней                       |
| 38-а (2012)  | • Анна Б. Шеппард                      | Перший месник                                 |
| 38-а (2012)  | • Лізі Крістл                          | Анонім                                        |
| 38-а (2012)  | • Сенді Пауелл                         | Хранитель часу                                |
| 39-а (2013)  | • Пако Дельгадо                        | Знедолені                                     |
| 39-а (2013)  | • Коллін Етвуд                         | Білосніжка та мисливець                       |
| 39-а (2013)  | • Боб Бак, Енн Маскрі та Річард Тейлор | Хоббіт: Несподівана подорож                   |
| 39-а (2013)  | • Жаклін Дюрран                        | Анна Кареніна                                 |
| 39-а (2013)  | • Кім Баррет та П'єр-Ів Гайро          | Хмарний атлас                                 |
| 39-а (2013)  | • Шарен Девіс                          | Джанґо вільний                                |
| 40-а (2014)  | • Тріш Саммервілль                     | Голодні ігри: У вогні                         |
| 40-а (2014)  | • Венді Партрідж                       | Тор: Царство темряви                          |
| 40-а (2014)  | • Майкл Каплан                         | Стартрек: Відплата                            |
| 40-а (2014)  | • Беатрікс Аруна Пастор                | Великі сподівання                             |
| 40-а (2014)  | • Гарі Джонс                           | Оз: Великий та Могутній                       |
| 40-а (2014)  | • Пенні Роуз                           | 47 Ронін                                      |
| 41-а (2015)  | • Нгіла Діксон                         | Дракула. Невідома історія                     |
| 41-а (2015)  | • Коллін Етвуд                         | У темному-темному лісі                        |
| 41-а (2015)  | • Олександра Бірн                      | Вартові галактики                             |
| 41-а (2015)  | • Анна Б. Шеппард                      | Чаклунка                                      |
| 41-а (2015)  | • Дженті Йейтс                         | Вихід: Боги та царі                           |
| 41-а (2015)  | • Луїза Мінгенбах                      | Люди Ікс: Дні минулого майбутнього            |
| 42-а (2016)  | • Олександра Бірн                      | Месники: Ера Альтрона                         |
| 42-а (2016)  | • Рама Раджамулі та Прашанті Тіпірнені | Багубалі: Початок                             |
| 42-а (2016)  | • Майкл Каплан                         | Зоряні війни: Пробудження Сили                |
| 42-а (2016)  | • Кейт Хоулі                           | Багряний пік                                  |
| 42-а (2016)  | • Аріанна Філліпс                      | Kingsman: Таємна служба                       |
| 42-а (2016)  | • Сенді Пауелл                         | Попелюшка                                     |
| 43-тя (2017) | • Коллін Етвуд                         | Фантастичні звірі і де їх шукати              |
| 43-тя (2017) | • Девід Кроссман та Глін Діллон        | Бунтар Один. Зоряні Війни. Історія            |
| 43-тя (2017) | • Коллін Етвуд                         | Аліса в Задзеркаллі                           |
| 43-тя (2017) | • Сан-Гьон Чо                          | Служниця                                      |
| 43-тя (2017) | • Джоанна Джонстон                     | Великий дружній велетень                      |
| 43-тя (2017) | • Ентоні Руссо та Джо Руссо            | Перший месник: Протистояння                   |
| 43-тя (2017) | • Олександра Бірн                      | Доктор Стрендж                                |
| 44-а (2018)  | • Жаклін Дюрран                        | Фантастичні звірі і де їх шукати              |
| 44-а (2018)  | • Рут Е. Картер                        | Чорна Пантера                                 |
| 44-а (2018)  | • Олів'є Беріо                         | Валеріан та місто тисячі планет               |
| 44-а (2018)  | • Елен Мірожнік                        | Найвеличніший шоумен                          |
| 44-а (2018)  | • Лінді Хеммінг                        | Диво-жінка                                    |
| 44-а (2018)  | • Майкл Каплан                         | Зоряні війни: Останні джедаї                  |
| 45-а (2019)  | • Майкл Вілкінсон                      | Аладдін                                       |
| 45-а (2019)  | • Лія Батлер                           | Шазам!                                        |
| 45-а (2019)  | • Чень Мінчжен                         | Тінь                                          |
| 45-а (2019)  | • Сенді Пауелл                         | Мері Поппінс повертається                     |
| 45-а (2019)  | • Кім Барретт                          | Аквамен                                       |
| 45-а (2019)  | • Джудіанна Маковська                  | Месники: Завершення                           |
| 46-а (2021)  | • Біна Дайгелер                        | Мулан                                         |
| 46-а (2021)  | • Аріанна Філліпс                      | Одного разу в… Голлівуді                      |
| 46-а (2021)  | • Альберт Вольський                    | До зірок                                      |
| 46-а (2021)  | • Мейс К. Рубео                        | Кролик Джоджо                                 |
| 46-а (2021)  | • Ерін Бенах                           | Хижі пташки (та фантастична Харлі Квін)       |
| 46-а (2021)  | • Майкл Каплан                         | Зоряні війни: Скайвокер. Сходження            |